# Gotšalk
Gotšalk (11. století? - 6. června 1066) byl od roku 1043 slovanský kníže Obodritů, kmenového svazu Polabských Slovanů. Jeho otcem byl kníže Pribigněv (pokřtěný jako Udo), syn křesťanského knížete Mstislava. Manželkou Gotšalka byla dánská princezna Sigrid Svendsdatter, dcera krále Svena II. Dánského s niž měl syny Budivoje a Jindřicha.
V mládí pobýval v klášteře sv. Michala v Lenzenu a poté v klášteře v Lüneburgu, kde získal vzdělání. Po zavraždění jeho otce Sasy v r.1028 se vzdal křesťanství a převzal velení nad pohanskými Lutici, aby pomstil vraždu svého otce. Zabil mnoho Sasů, než byl poražen a zajat vévodou Bernardem II. Saským. Po jeho opětovné konverzi ke křesťanství byl propuštěn a poslán do Dánska, kde se pohyboval mnoho let kolem krále Knuta Velikého. Po smrti obodritského knížete Ratibora, který byl zabit v roce 1043 v boji s norským králem Magnusem se Gotšalk začal znovu ucházet o své dědické právo knížete Obodritů, které se mu podařilo získat. Na území Obodritů budoval nové pevností a kláštery, kromě toho šířil křesťanství (sám např. vysvětloval články křesťanské víry svým obodritským a lutickým poddaným v jejich rodném jazyce) a rozvíjel spojenectví se svými skandinávskými a německými sousedy.
Gotšalk byl zavražděn Lutici během protikřesťanského povstání na zač.června 1066 pravděpodobně na hradě v Lenzenu. Jeho manželka byla vyhnána a na hranicích brutálně zavražděna. Jeho synové Jindřich a Budivoj utekli do Dánska. Zpočátku byla aliance Luticů a Obodritů vedena Blusem, ale po jeho smrti už v témže roce 1066 ho nahradil kníže Kruto, jehož mocenskou základnou byla Wagrie. Smrt blahoslaveného Gotšalka, knížete-mučedníka se snažil pomstít jeho syn Budivoj, ale byl zabit v Plönu v roce 1075. Až koncem 11. století pomstil Gotšalkovu smrt jeho další syn Jindřich, když zabil knížete Kruta během hostiny.